# Krupín
Krupín (německy Krupin) je malá vesnice, část obce Miřetice v okrese Chrudim. Nachází se asi 2,5 km na západ od Miřetic u silnic na Podlíšťany ke Ctětínu. Osadou protéká Bratroňovský potok, který pramení u Bratroňova. Mezi těmito osadami stojí návrší "Na čertově hrobce". V roce 2009 zde bylo evidováno 47 adres. V roce 2001 zde trvale žilo 63 obyvatel.
Krupín leží v katastrálním území Švihov o výměře 5,37 km2.

## Historie
Stávala zde hájovna, která patřila panství F. J. Auespearga, vedle byla budova ovčína. V roce 1903 byl na návsi postaven kamenný kříž. V roce 1904 si nechali obyvatelé osady v Hradci Králové vyrobit zvon, který umístili vedle kříže.
V roce 1917 za 1. sv. války byl vesnici zvon odejmut a nový opět z Hradce dostali až v roce 1922.

## Galerie

Krupín
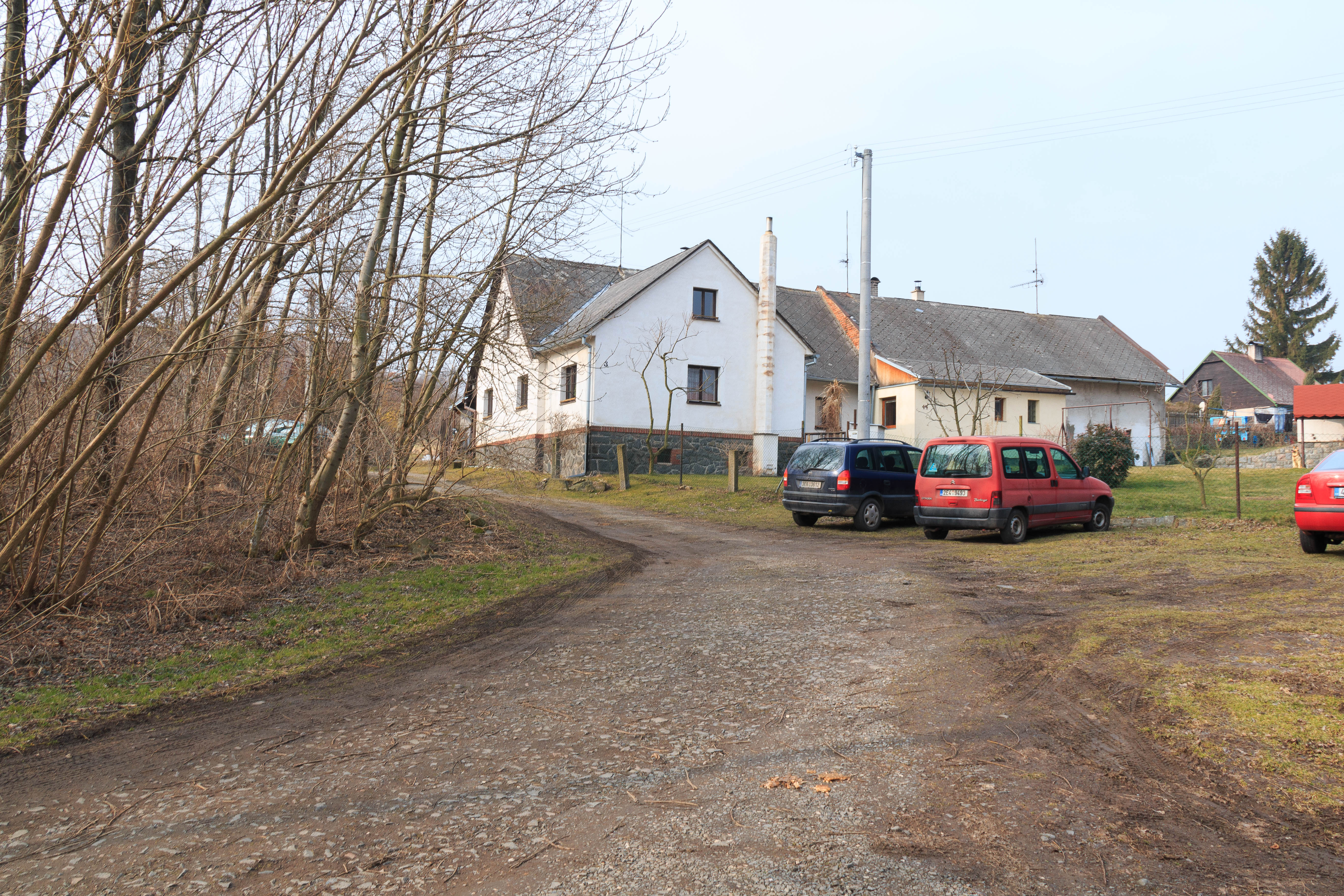
Stavení č.p. 3
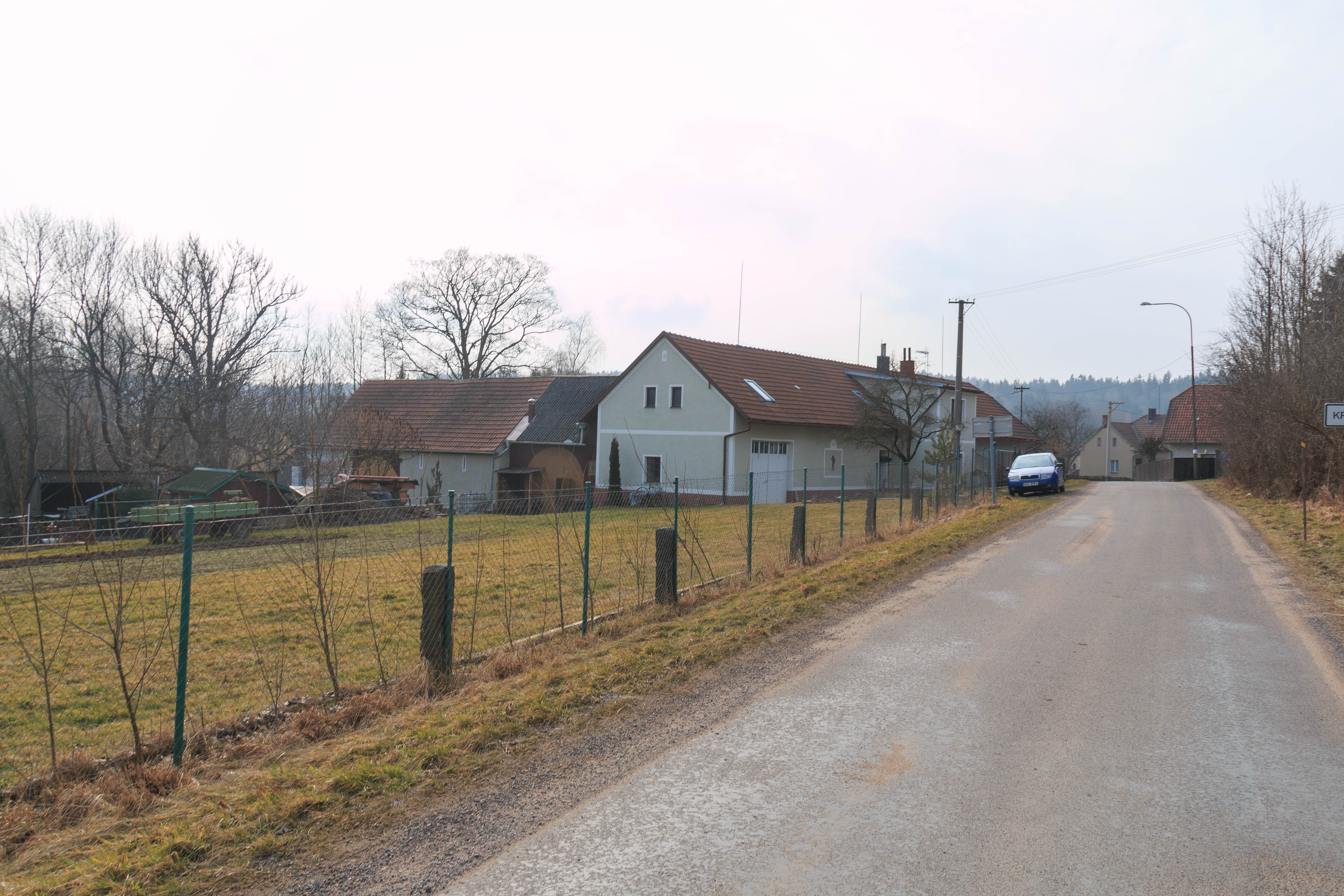
Stavení č.p. 28
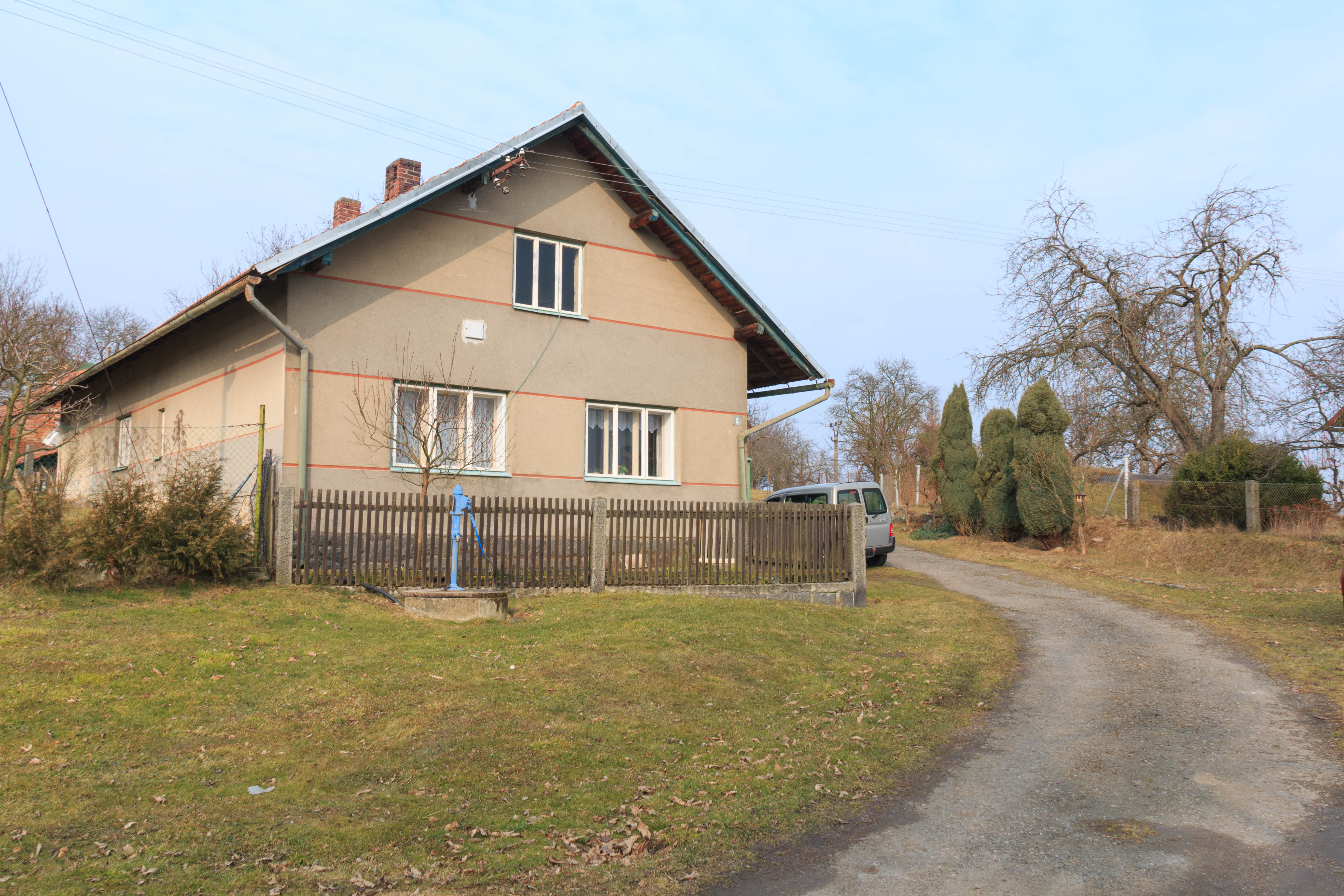
Stavení č. 2
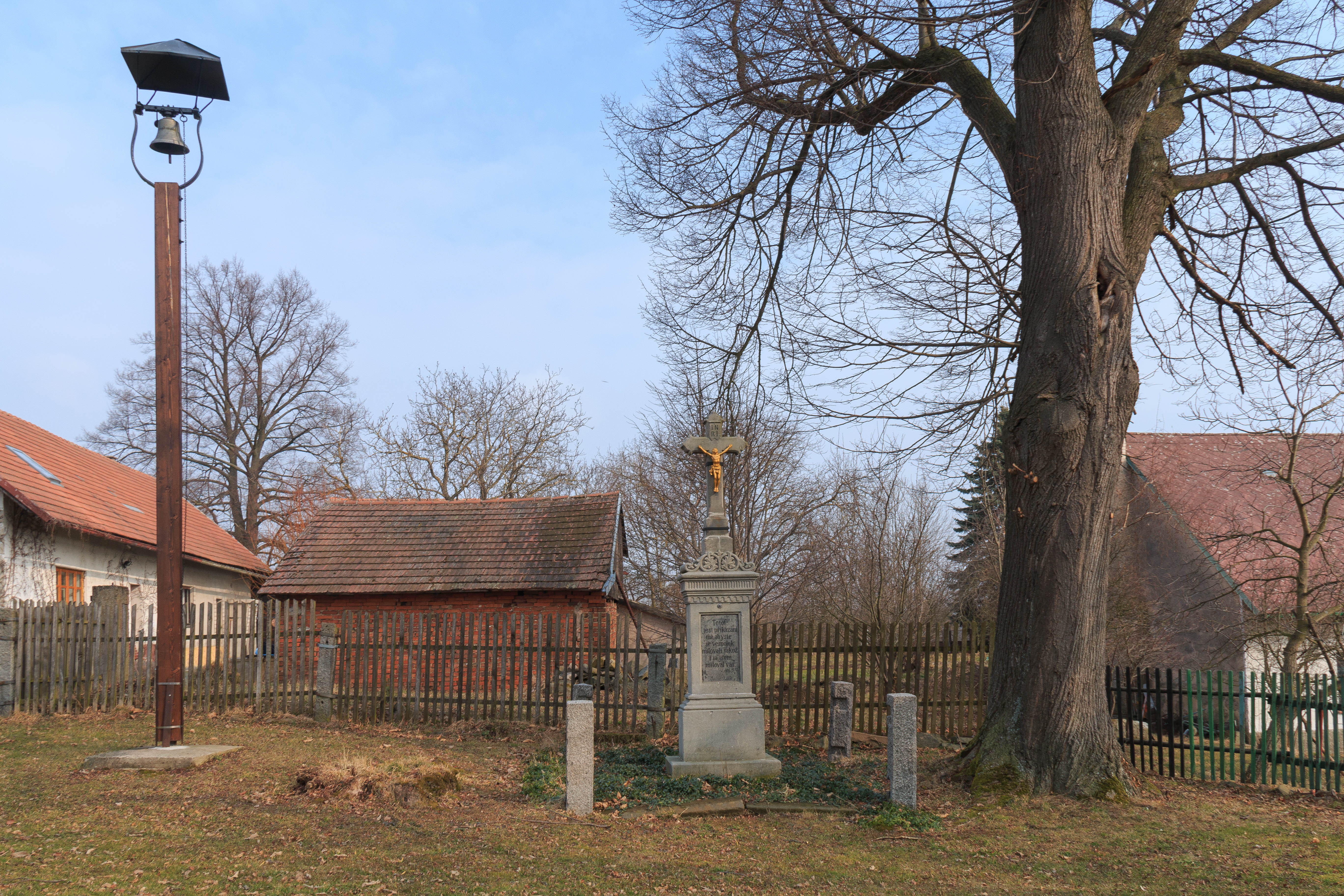
Zvonička a křížek